# Espectrograma
Espectrogramas são gráficos que analisam dinamicamente a densidade espectral de energia. Os valores são indicados no plano tempo X frequência e poderiam ser traçados através de um gráfico de superfície, mas a forma usual para o espectrograma é planar: diferentes cores para indicar a intensidade da densidade espectral de energia, variando do violeta ao vermelho do espectro visível. Uma decomposição feita com boa resolução, com bom nível de detalhamento, possibilita a análise da composição química da fonte emissora, como, por exemplo a composição química das estrelas e a análise clínica de compostos 

## Espectrometria da Luz
Ocorre a decomposição da luz, em suas cores constituintes, através de um sistema ótico, sendo possível analisar a luz emitida por uma determinada fonte e sua energia, e assim realizar análises variadas em cima dos dados. 

### Espectrometria visível

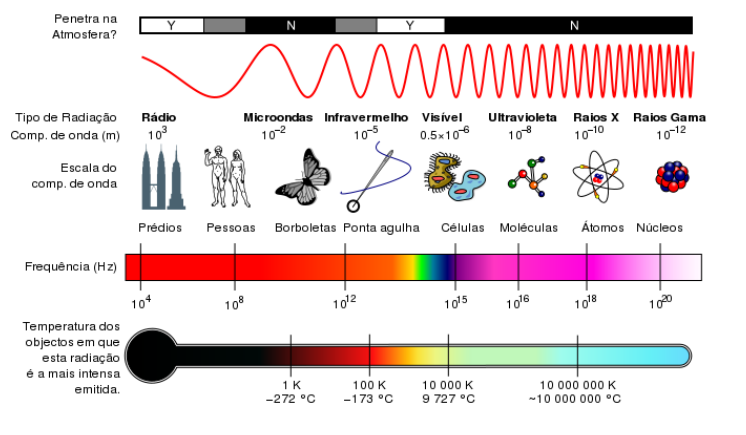
Espectro Eletromagnético

A absorção ou a transmissão de uma determinada substância pode ser determinada pela cor observada. Por exemplo, uma amostra de solução que absorve a luz sobre todas as gamas visível (isto é, transmite nenhum dos comprimentos de onda visíveis) aparece preto em teoria.
O que vemos como uma única cor é na verdade composto por várias cores misturadas, assim como tinta verde pode ser feita a partir de mistura de amarelo e azul. O espectrômetro é um dispositivo que divide a luz nas cores na qual é composta, que de outra forma não é possível distinguir a olho nu. Ao visualizar uma substância através de um espectrômetro, podem distinguir-se a mistura exata das cores, que correspondem aos comprimentos de onda de luz específicos. Estes podem ser comparados com outros espectros para classificar a amostra.
Por outro lado, se todos os comprimentos de onda visíveis são transmitidos (isto é, absorve nada), a amostra solução parece branca.
Se uma amostra de solução absorve a luz vermelha (~ 700nm), parece verde porque o verde é a cor complementar do vermelho. Espectrofotômetros visíveis, na prática, usam um prisma para afinar a uma certa gama de comprimento de onda (para filtrar outros comprimentos de onda) de modo que um feixe de determinado comprimento de luz em particular, é passada através de uma amostra de solução. 

### Espectrometria e Espectrofotometria
A Espectrometria é um método para medir a quantidade de luz que uma substância química absorve por meio da medição da intensidade luminosa de um feixe de luz que passa através da solução amostra. O funcionamento consiste no princípio básico de que cada composto químico absorve ou transmite a luz ao longo de um determinado intervalo de comprimento de onda. Esta medição pode também ser usada para medir a quantidade da concentração de uma substância química conhecida.Sendo assim um dos métodos mais úteis de análise quantitativa em diferentes áreas, como química, física, bioquímica, engenharia de materiais e química e aplicações clínicas
Todo composto químico absorve, transmite ou reflete a luz (radiação eletromagnética) dentro de um determinado intervalo de comprimento de onda. Espectrofotometria é uma medida de quanto uma substância química absorve ou transmite o espectro de luz. Para tal análise há uma propriedade existe uma lei chamada Lei de Beer-Lambert, afirma que existe uma relação linear entre a absorvência e a concentração de uma amostra.
Em bioquímica, por exemplo, é usado para determinar reações catalisadas por enzimas. Em aplicações clínicas, é utilizado para examinar o sangue ou tecidos para diagnóstico clínico. Há também diversas variações de espectrofotometria como espectrofotometria de absorção atômica e espectrofotometria de emissão atômica.
Na absorção atômica é o método de análise usado para determinar qualitativamente e quantitativamente a presença de metais. O método consiste em determinar a presença e quantidade de um determinado metal em uma solução qualquer, usando como princípio a absorção de radiação ultravioleta por parte dos elétrons que, ao sofrerem um salto quântico depois de devidamente excitados por uma chama de gás acetileno a 3000 graus celsius, esses devolvem a energia recebida para o meio, voltando assim para a sua camada orbital de origem.

### Espectrômetro
Um espectrômetro é um instrumento que mede a quantidade de fótons (a intensidade da luz) absorvidos de um feixe de luz após ele ter passado através de solução de amostra. Com o espectrofotômetro, a quantidade de uma substância química conhecida (concentrações) também pode ser determinada pela medição da intensidade de luz detectada. Dependendo da gama de comprimento de onda da fonte de luz, que podem ser classificados em dois tipos diferentes:
```
 * Espectrômetro UV - visível: usa a luz na faixa ultravioleta (185 - 400 nm) e faixa do visível (400 - 700 nm) do espectro de radiação eletromagnética.
 * Espectrômetro IR (infravermelho): usa a luz na faixa do infravermelho (700 - 15000 nm) do espectro de radiação eletromagnética.
```

## Espectrograma do Som
A produção sonora requer, em suma, dois elementos indispensáveis: uma fonte de energia e um elemento vibratório. Na fala a principal fonte de energia é o ar proveniente do aparelho respiratório.
O estudo da voz humana requer a definição de conceitos ou propriedades dos sons produzidos que identificam as estruturas sonoras: harmônicos, ressonância, etc. Todo o som complexo pode ser decompostoem uma combinação de sons mais simples, harmonicamente relacionados, numa série de tons puros, semelhantes ao de um diapasão, e com frequências que são múltiplos inteiros de uma frequência fundamental. Quando quebramos um determinado som em seus componentes simples, estamos realizando uma análise espectral 
Matematicamente, representa-se o espectro sonoro como uma série de Fourier, em função das frequências em oposição à forma da onda que é em função do tempo, qualquer onda sonora (assim como qualquer outro fenômeno ondulatório pode ser representado através de seu espectro. Um gráfico de espectro sonoro é composto de barras, cada uma delas representado a amplitude de uma frequências componentes do som analisado. Esse tipo de gráfico é utilizado em equipamentos eletrônicos, tais como analisadores de espectro ou em equalizadores. No caso dos analisadores digitais, o cálculo é realizado através da Transformada rápida de Fourier.